# Manaus Esporte Clube
O Manaus Esporte Clube é uma associação esportiva sem fins lucrativos criada principalmente para representar a cidade nos mais diversos eventos esportivos que são disputados de forma amadora e semi-profissional. Sua primeira aparição foi na Copa Brasil de Beach Soccer de 2011. Atualmente mantem atividade no Futsal, Vôlei, Futebol, Handebol, Ciclismo, Boxe, entre outras modalidades esportivas.

## Modalidades

### Vôlei
No Vôlei o maior destaque, depois de ser campeão amazonense, a equipe do Manaus foi campeã da Copa Amazônica de Vôlei e chegou às semifinais da Liga Nacional de Vôlei.
Títulos
- Campeonato Amazonense de Vôlei - 2013
- Liga Norte de Vôlei - 2013

Destaque
- Semifinalista - Liga Nacional de Vôlei

### Beach Soccer
O Manaus EC representou o município por três vezes na Copa Brasil de Clubes da modalidade

## Futebol
Em 2011 o Manaus contou com grandes nomes como Edmundo e Túlio Maravilha, num jogo comemorativo contra a Seleção Brasileira de Futebol campeã mundial de 1994 jogado no dia 2 de Julho de 2011 com derrota por 5-2..

### Base
Em 2013 o Manaus EC pela primeira vez participa da disputa do Campeonato Amazonense de Futebol, nas categorias Infantil e Juvenil. O comandante da equipe na categoria infantil é Rivaldo Silva, e o time treina no Campo da Nilton Lins. 
Na sua estreia, no dia 24 de Agosto de 2013 os resultados foram de derrota por 4-2(Juvenil) e empate em 2-2(Infantil), ambos enfrentando o América.
A primeira vitória veio em 1 de Setembro com o placar de 3-1 pelo Juvenil sobre o Tarumã.

### Uniforme
O uniforme das equipes do Manaus EC é predominado pela cor azul marinho.